# Puk en Max
Puk en Max (in het Engels meestal Morty en Ferdie genoemd) zijn twee personages die voorkomen in een deel van de stripverhalen rond Mickey Mouse. Ze zijn in de meeste verhalen de neefjes van Mickey.

## Geschiedenis
De personages zijn bedacht door Floyd Gottfredson. Ze maakten hun eerste opwachting in een krantenstrip verschenen op 18 september 1932. Daarin vraagt ene Amalia Muis aan Mickey om op haar zoontjes te passen. 
In de loop der jaren zijn de twee zowel in een aantal strips als in een aantal animatiefilmpjes te zien geweest. Hun karakter is nogal veranderd; in het begin waren het twee ondeugende en baldadige muisjes die Mickeys huis sloopten, in latere verhalen gedragen Puk en Max zich juist als nette jongetjes die soms zelfs verstandiger zijn dan hun oom.
In de beginjaren ontstond er enige onduidelijkheid rondom de personages; zo hebben ze in oudere stripverhalen uit de jaren 30 geregeld andere namen, en worden ze soms samen gezien met meer neefjes van Mickey. In 1942 verdween Max een tijdje uit de strips, zodat alleen Puk overbleef als het neefje van Mickey.

## Uiterlijk
Puk en Max zijn beide net als Mickey antropomorfe muizen. Ze hebben een vrijwel identiek uiterlijk en dragen dezelfde kleding, waardoor ze in de meeste strips niet uit elkaar te houden zijn. Het enige verschil is dat de één meestal een matrozenpetje draagt en de ander een soort kroontje. Maar wie er wat draagt, is verschillend.

## Namen in andere talen
- Deens: Mik og Mak
- Fins: Mortti ja Vertti
- Frans: Jojo et Michou
- Hongaars: Frici és Minci
- Noors: Tipp og Topp
- Zweeds: Teddi och Freddi
- Italiaans: Tip e Tap
- Engels: Morty and Ferdie
- Duits: Mack und Muck